# Back in Business
Back in Business è il quinto album del duo hip hop statunitense EPMD, pubblicato il 23 settembre del 1997 e distribuito dalla Def Jam. Il 17 novembre successivo, il disco è certificato d'oro dalla RIAA.
| Recensione                | Giudizio |
| ------------------------- | -------- |
| AllMusic                  | [ 1 ]    |
| Rolling Stone Album Guide | [ 3 ]    |

## Tracce
Testi e musiche degli EPMD, eccetto dove indicato.
1. Intro – 0:13
2. Richter Scale – 3:16
3. Da Joint – 3:28 (musica: Erick Sermon, Rockwilder (co-prod.))
4. Never Seen Before – 2:51
5. Skit (featuring Das EFX & Nocturnal) – 0:24
6. Intrigued (featuring Das EFX) – 3:38
7. Last Man Standing – 3:35
8. Get With This – 3:42
9. Do It Again – 2:52
10. Apollo Interlude (featuring Darryl "Pop" Trotter) – 1:18
11. You Got's 2 Chill '97 – 3:26
12. Put On – 3:54
13. K.I.M. (featuring Keith Murray & Redman) – 4:36
14. Dungeon Master (featuring Nocturnal) – 3:24
15. Jane 5 – 2:41
16. Never Seen Before (Remix) – 2:52

Durata totale: 46:10

## Classifiche

### Classifiche settimanali
| Classifica (1997)         | Posizione massima |
| ------------------------- | ----------------- |
| Stati Uniti               | 16                |
| US Top R&B/Hip-Hop Albums | 4                 |